# Christuskirche Südheide

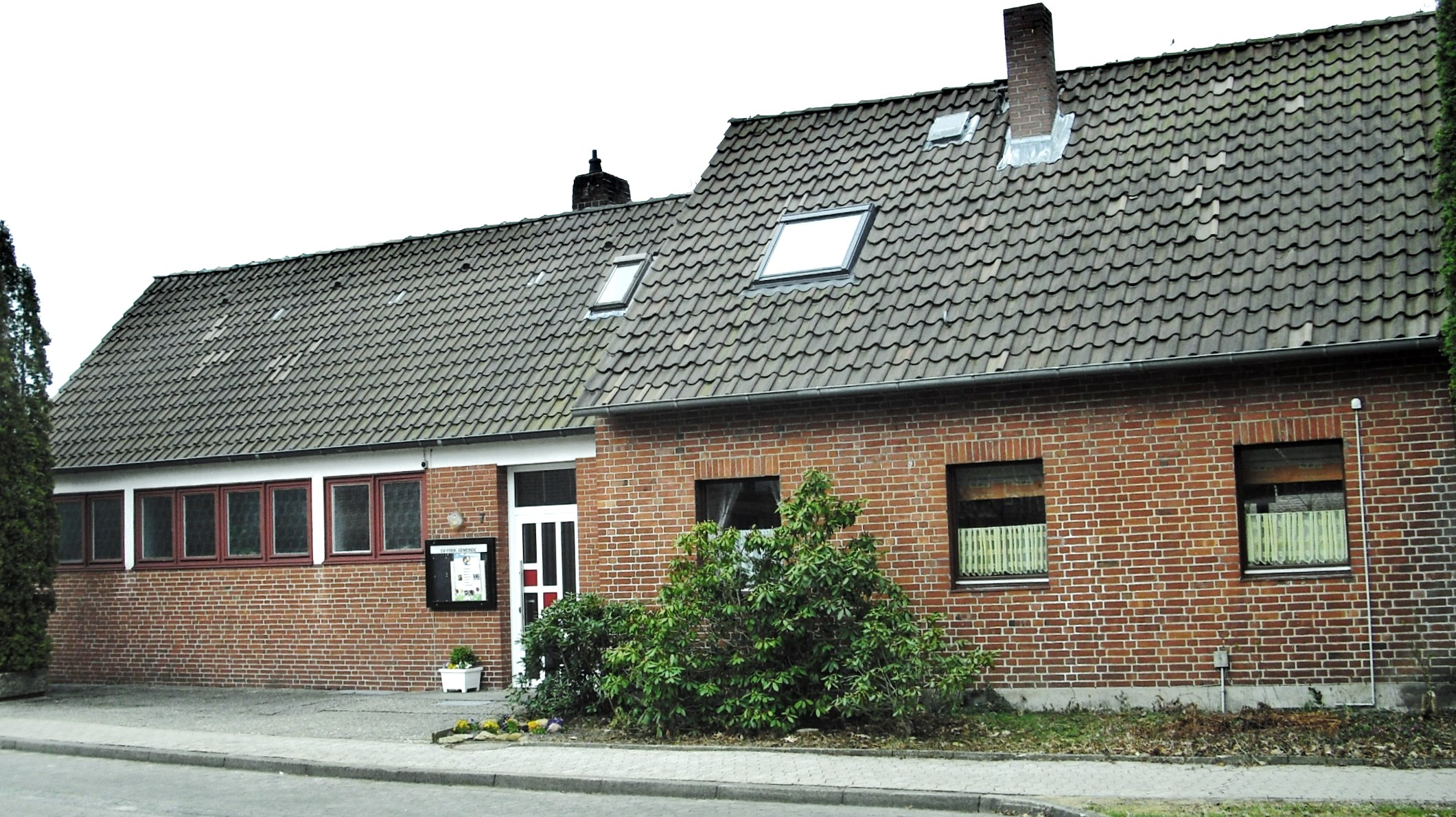
Christuskirche

Die Christuskirche Südheide ist das Gotteshaus der örtlichen Evangelisch-Freikirchlichen Gemeinde (Baptisten). Seit Ende 2014 trägt sie diesen Namen. Es handelt sich bei dem Gebäude um einen ehemaligen Profanbau, der in den Jahren 1979/80 zu einem kirchlichen Gemeindezentrum umgebaut worden ist. Standort des Gebäudes ist der Erfurter Weg 7 in Unterlüß (Gemeinde Südheide).

## Baubeschreibung
Bei der Christuskirche handelt es sich um ehemaliges Postgebäude, das 1979 erworben und in einer etwa einjährigen Bauzeit zum Gemeindezentrum umgebaut wurde. Die Umbauarbeiten wurden überwiegend in Eigenleistung durchgeführt. Etwa 65 Personen waren daran beteiligt.
Das in den 1950er Jahren errichtete Gebäude ist in Ziegelsteinbauweise aufgeführt und umfasst zwei voneinander abgesetzte Teilbauten mit jeweils unterschiedlich hohen Satteldächern. Im linken Gebäudeteil befindet sich das kleine Foyer sowie der Gottesdienstraum, der durch die im oberen Bereich der Seitenwände eingelassenen Fensterbände sein Licht erhält. Der rechte Gebäudeteil ähnelt einem Wohnhaus im typischen Stil der Nachkriegszeit und beherbergt die Gemeinde- und Gruppenräumlichkeiten. Auf den sakralen Charakter des Gebäudes verweist lediglich ein gemauertes Kreuz an der Giebelwand der Kapelle sowie der Schaukasten, der sich neben dem Haupteingang befindet.
An der Stirnwand des Gottesdienstraumes, die je nach liturgischer Jahreszeit unterschiedlich gestaltet wird, befindet sich ein schlichtes aus Holz gefertigtes Kreuz. Auf der linken Seite steht ein Flügel und auf der rechten Seite der Abendmahlstisch, hinter dem die Jahreslosung mit Motiv auf einer Leinwand aufgehängt ist. Als Kanzel dient ein Rednerpult aus hellem Holz mit einem kleinen Kreuz und Leselampe. Die Bestuhlung besteht aus rötlich-orange gepolsterten Stapelstühlen, die rechts und links eines Mittelganges in 5er-Reihen aufgestellt sind. Zur technischen Ausstattung des Raumes gehört auch ein Beamer, durch den Lied- und Bibeltexte während des Gottesdienstes an die Stirnwand projiziert werden.
Im Gemeindezentrum befinden sich neben einer Sanitäranlage und einer Gemeindeküche ein Kirchencafé, das auch zu anderen Veranstaltungen genutzt wird. Der obere Bereich dient der Kinder- und Jugendarbeit der Gemeinde.

## Gemeindegeschichte
Die Anfänge der Unterlüßer Baptistengemeinde gehen auf 1946 zurück. Zwei Familien öffneten ihre Wohnungen und luden ankommende Flüchtlingsfamilien zu Bibel- und Gebetsstunden ein. Ort dieser Zusammenkünfte war eine Baracke in der Unterlüßer Hubachstraße. Ab 1949 fanden erste Sonntagsgottesdienste in einer Zahnarztpraxis an der Berliner Straße 19 statt. Versammlungsort für die Erwachsenen war der Warteraum, die Sonntagsschule fand nebenan im Behandlungszimmer statt. Kurze Zeit später beschlossen die Versammlungsmitglieder, sich der neugegründeten Evangelisch-Freikirchlichen Baptistengemeinde Celle als Teilgemeinde anzuschließen. Nach sieben Jahren zog die Gemeinde erneut um. In einem neu errichteten Privathaus an der Neulüßer Straße konnte sie 1956 die Kellerräume ihren Bedürfnissen entsprechend ausbauen und als Gemeindezentrum nutzen. Mehrere missionarische Großveranstaltungen, die die Gemeinde von 1995 bis 1971 in Zeltkirchen durchführte, machten sie in der Öffentlichkeit bekannt. 1969 startete eine Arbeit mir Kindern, für die zunächst die alte Unterlüßer Schule und ab 1972 ein Haus am Lindenweg angemietet wurde. Den ersten hauptamtlichen Seelsorger erhielt die Gemeinde, die pastoral bislang von Celle aus betreut worden war, im Jahr 1979. Im selben Jahr erfolgte der Ankauf des alten Postgebäudes und nach umfangreichen Umbauten am 11. Mai 1980 dessen geistliche Indienstnahme.
1985 konstituierte sich die Teilgemeinde Unterlüß als Zweiggemeinde der Evangelisch-Freikirchlichen Gemeinde Celle und wählte ein Jahr später ihre eigene Zweiggemeindeleitung. Sie gehört damit zum Evangelisch-Freikirchlichen Landesverband Niedersachsen–Ostwestfalen-Sachsen-Anhalt (NOSA). Einen besonderen Zuwachs erhielt die Unterlüßer Gemeinde nach 1988 durch den Zuzug von russlanddeutschen Rückwanderern. Ihr Einsatz bei der Integration der Aussiedler erfuhr öffentliche Würdigung. Am 4. Juli 2000 wurde sie als selbstständige Gemeinde in den Bund Evangelisch Freikirchlicher Gemeinden in Deutschland aufgenommen.
Die Unterlüßer Baptistengemeinde beteiligt sich am Dorfleben und engagiert sich in der ökumenischen Arbeit vor Ort.